# 圣奥拉利亚德尔卡拉
圣奥拉利亚德尔卡拉，是西班牙安达卢西亚自治区韦尔瓦省的一个市镇。总面积203平方公里，总人口2192人（2001年），人口密度11人/平方公里。